# Јурдани
Јурдани су насељено место у саставу општине Матуљи у Приморско-горанској жупанији, Република Хрватска.

## Историја
До територијалне реорганизације у Хрватској налазили су се у саставу старе општине Опатија.

## Становништво
На попису становништва 2011. године, Јурдани су имали 651 становника.

## Попис1991.
На попису становништва 1991. године, насељено место Јурдани је имало 567 становника, следећег националног састава:
| Попис 1991.‍  | Попис 1991.‍  | Попис 1991.‍ | Попис 1991.‍ | Попис 1991.‍ |
| ------------ | ------------ | ----------- | ----------- | ----------- |
|              |              |             |             |             |
| Хрвати       | Хрвати       |             | 449         | 79,18%      |
| Југословени  | Југословени  |             | 27          | 4,76%       |
| Словенци     | Словенци     |             | 22          | 3,88%       |
| Срби         | Срби         |             | 19          | 3,35%       |
| Италијани    | Италијани    |             | 6           | 1,05%       |
| Муслимани    | Муслимани    |             | 5           | 0,88%       |
| Немци        | Немци        |             | 2           | 0,35%       |
| Црногорци    | Црногорци    |             | 2           | 0,35%       |
| неопредељени | неопредељени |             | 10          | 1,76%       |
| регион. опр. | регион. опр. |             | 14          | 2,46%       |
| непознато    | непознато    |             | 11          | 1,94%       |
| укупно: 567  |              |             |             |             |